# Gouvernement Aznar I
 (janvier 2023).
Si vous disposez d'ouvrages ou d'articles de référence ou si vous connaissez des sites web de qualité traitant du thème abordé ici, merci de compléter l'article en donnant les références utiles à sa vérifiabilité et en les liant à la section « Notes et références ».
Royaume d'Espagne
González IV Aznar II
Le gouvernement Aznar I (en espagnol : Primer Gobierno Aznar) est le gouvernement du royaume d'Espagne entre le 6 mai 1996 et le 28 avril 2000, durant la sixième législature des Cortes Generales.

## Historique du mandat
Dirigé par le nouveau président du gouvernement conservateur José María Aznar, ce gouvernement est constitué par le Parti populaire (PP). Seul, il dispose de 156 députés sur 350, soit 44,6 % des sièges du Congrès des députés, et 133 sénateurs sur 257, soit 51,8 % des sièges du Sénat.  Il bénéficie du soutien sans participation de Convergence et Union (CiU) et du Parti nationaliste basque (EAJ/PNV). Ensemble, ils disposent de 22 députés sur 350, soit 6,3 % des sièges du Congrès des députés, et 17 sénateurs, soit 6,6 % des sièges du Sénat.
Il est formé à la suite des élections générales anticipées du 3 mars 1996.
Il succède donc au quatrième gouvernement du socialiste Felipe González, constitué du Parti socialiste ouvrier espagnol (PSOE) et du Parti des socialistes de Catalogne (PSC).

### Formation
Au cours du scrutin, le PP gagne 1 514 600 voix, 15 sièges de députés et 19 mandats directs de sénateurs. Pour la première fois depuis les élections parlementaires de mars 1979, une force de centre droit arrive en tête du scrutin. Le PSOE et le PSC, bien qu'ils parviennent à progresser de 275 600 suffrages favorables, sont surpassés par le PP, perdant 18 députés et 15 sénateurs directs. Avec un total de 21 parlementaires au Congrès, la Gauche unie (IU) est le troisième parti du pays.
Le 4 mai, José María Aznar est investi par 181 voix pour, 166 contre et une abstention, ayant bénéficié du soutien de CiU, de l'EAJ/PNV et de la Coalition canarienne (CC). Il constitue alors un exécutif de 14 ministres, le plus faible nombre depuis 1977, dont trois femmes, ce qui en fait à l'époque le cabinet espagnol le plus proportionnellement féminisé, ainsi que trois indépendants. Le ministère de la Culture fusionne avec celui de l'Éducation, le ministère des Affaires sociales est rattaché à celui du Travail, et le ministère du Commerce et du Tourisme est absorbé par celui de l'Économie et des Finances. Un ministère de l'Environnement est créé et le ministère de l'Intérieur est rétabli. Pour la première fois depuis 1981, deux vice-présidents du gouvernement sont nommés. La ministre de la Justice Margarita Mariscal de Gante est par ailleurs la première femme nommée à un poste régalien. Enfin, l'ancien ministre de l'UCD Rafael Arias-Salgado et l'ancien secrétaire d'État Eduardo Serra, indépendant ayant travaillé avec l'UCD puis le PSOE, intègrent l'exécutif.

### Évolution
Aznar procède à un léger remaniement ministériel le 19 janvier 1999, après avoir choisi de nommer Javier Arenas secrétaire général du PP. Le coordonnateur général du parti Ángel Acebes entre au gouvernement en tant que ministre des Administrations publiques. Quelques mois plus tard, les élections autonomiques et municipales du 13 juin 1999 sont une défaite pour les conservateurs, qui perdent le pouvoir en Aragon, dans les Asturies et les Îles Baléares.

### Succession
Lors des élections générales du 12 mars 2000, le PP remporte une nette majorité absolue au Congrès, ce qui permet à Aznar de former son second gouvernement. À l'époque, il établit jusqu'à la fin du gouvernement suivant, également présidé par Aznar, le record de longévité d'un cabinet depuis la fin du franquisme.

## Composition

### Initiale (6 mai 1996)
| Portefeuille                                                                      | Titulaires | Titulaires                             | Parti |
| --------------------------------------------------------------------------------- | ---------- | -------------------------------------- | ----- |
| Président du gouvernement                                                         |            | José María Aznar López                 | PP    |
| Premier vice-président du gouvernement Ministre de la Présidence                  |            | Francisco Álvarez-Cascos Fernández     | PP    |
| Second vice-président du gouvernement Ministre de l'Économie et des Finances      |            | Rodrigo de Rato y Figaredo             | PP    |
| Ministre des Affaires étrangères                                                  |            | Abel Matutes Juan                      | PP    |
| Ministre de la Justice                                                            |            | Margarita Mariscal de Gante Mirón      | Sans  |
| Ministre de la Défense                                                            |            | Eduardo Serra Rexach                   | Sans  |
| Ministre de l'Intérieur                                                           |            | Jaime Mayor Oreja                      | PP    |
| Ministre de l'Équipement                                                          |            | Rafael Arias-Salgado Montalvo          | PP    |
| Ministre de l'Éducation et de la Culture                                          |            | Esperanza Aguirre y Gil de Biedma      | PP    |
| Ministre du Travail et des Affaires sociales                                      |            | Francisco Javier Arenas Bocanegra      | PP    |
| Ministre de l'Industrie et de l'Énergie Porte-parole du gouvernement (16/07/1998) |            | Josep Piqué i Camps                    | Sans  |
| Ministre de l'Agriculture, de la Pêche et de l'Alimentation                       |            | Loyola de Palacio y del Valle Lersundi | PP    |
| Ministre des Administrations publiques                                            |            | Mariano Rajoy Brey                     | PP    |
| Ministre de la Santé et de la Consommation                                        |            | José Manuel Romay Beccaría             | PP    |
| Ministre de l'Environnement                                                       |            | Isabel Tocino Biscarolasaga            | PP    |

### Remaniement du19 janvier 1999
- Les nouveaux ministres sont indiqués en gras, ceux ayant changé d'attribution en italique.

| Portefeuille                                                                 | Titulaires | Titulaires                                                                             | Parti |
| ---------------------------------------------------------------------------- | ---------- | -------------------------------------------------------------------------------------- | ----- |
| Président du gouvernement                                                    |            | José María Aznar López                                                                 | PP    |
| Premier vice-président du gouvernement Ministre de la Présidence             |            | Francisco Álvarez-Cascos Fernández                                                     | PP    |
| Second vice-président du gouvernement Ministre de l'Économie et des Finances |            | Rodrigo de Rato y Figaredo                                                             | PP    |
| Ministre des Affaires étrangères                                             |            | Abel Matutes Juan                                                                      | PP    |
| Ministre de la Justice                                                       |            | Margarita Mariscal de Gante Mirón                                                      | Sans  |
| Ministre de la Défense                                                       |            | Eduardo Serra Rexach                                                                   | Sans  |
| Ministre de l'Intérieur                                                      |            | Jaime Mayor Oreja                                                                      | PP    |
| Ministre de l'Équipement                                                     |            | Rafael Arias-Salgado Montalvo                                                          | PP    |
| Ministre de l'Éducation et de la Culture                                     |            | Mariano Rajoy Brey                                                                     | PP    |
| Ministre du Travail et des Affaires sociales                                 |            | Manuel Ramón Pimentel Siles (jusqu'au 20/02/2000) Juan Carlos Aparicio Pérez           | PP    |
| Ministre de l'Industrie et de l'Énergie Porte-parole du gouvernement         |            | Josep Piqué i Camps                                                                    | Sans  |
| Ministre de l'Agriculture, de la Pêche et de l'Alimentation                  |            | Loyola de Palacio y del Valle Lersundi (jusqu'au 29/04/1999) Jesús María Posada Moreno | PP    |
| Ministre des Administrations publiques                                       |            | Ángel Jesús Acebes Paniagua                                                            | PP    |
| Ministre de la Santé et de la Consommation                                   |            | José Manuel Romay Beccaría                                                             | PP    |
| Ministre de l'Environnement                                                  |            | Isabel Tocino Biscarolasaga                                                            | PP    |